# 东方两极虫
东方两极虫（学名：Myxidium orientalis）为两极虫科两极虫属的动物。分布于俄罗斯以及江苏、山东、四川、浙江、云南、黑龙江等，营寄生生活，寄生在胆囊（中华沙鳅、鳗鲡、细体鮈、云南光唇鱼）以及鳃、肾、肠（鳗鲡）。
其种加词“orientalis”意为“东方的”。